# Potniška križarka
Potniška križarka je velika potniška ladja, namenjena za počitnikovanje množice potnikov. Takšne ladje običajno potujejo na krožnih poteh do izbranih pristanišč, kjer potniki odidejo na krajše »kopenske ekskurzije«, glavni del počitnic pa predstavlja življenje na ladji. Nekateri operaterji izvajajo tudi »križarjenja nikamor«, pri katerih ladja odpluje v mednarodne vode za nekaj nočitev in se vrne v izhodiščno pristanišče, brez obiskovanja drugih krajev.
Sodobne megakrižarke so med največjimi vodnimi plovili na svetu, dolge so po več sto metrov in lahko sprejmejo na tisoče potnikov. Marca 2022 je bila splovljena največja dotlej, Wonder of the Seas družbe Royal Caribbean, ki meri 362 m v dolžino, 64 m v širino in 236.857 bruto registrskih ton ter sprejme 6.988 potnikov in 2300 članov posadke. To so plavajoči hotelski kompleksi z bazeni in površinami za rekreacijo, kinodvoranami, igralnicami, plesnimi klubi, restavracijami, trgovinami, bari itd. Take ladje imajo šibkejšo konstrukcijo, nižjo hitrost in slabšo okretnost od čezoceanskih potniških ladij. Na trgu izdelovalcev prevladujejo evropske ladjedelnice.
Križarjenje je pomemben segment turizma; leta 2011 je bil trg po ocenah vreden 29,4 milijarde USD ob več kot 19 milijonih potnikov na leto. Doživljalo je hitro rast, do decembra 2018 je bilo tako na svetu aktivnih 314 križark s skupno kapaciteto 537.000 potnikov. Celoten sektor je močno prizadela pandemija covida-19, ki je izbruhnila leta 2020 in je praktično ustavila aktivnost.